# Уча (Румунія)
Уча (рум. Ucea) — комуна у повіті Брашов в Румунії. До складу комуни входять такі села (дані про населення за 2002 рік):
- Корбі (153 особи)
- Уча-де-Жос (794 особи) — адміністративний центр комуни
- Уча-де-Сус (944 особи)
- Фелдіоара (224 особи)

Комуна розташована на відстані 186 км на північний захід від Бухареста, 74 км на захід від Брашова, 137 км на південний схід від Клуж-Напоки.

## Населення
За даними перепису населення 2002 року у комуні проживали 2115 осіб.
Національний склад населення комуни:
| Національність | Кількість осіб | Відсоток |
| -------------- | -------------- | -------- |
| румуни         | 2041           | 96,5%    |
| цигани         | 70             | 3,3%     |
| угорці         | 3              | 0,1%     |
| німці          | 1              | < 0,1%   |

Рідною мовою назвали:
| Мова      | Кількість осіб | Відсоток |
| --------- | -------------- | -------- |
| румунська | 2106           | 99,6%    |
| циганська | 6              | 0,3%     |
| угорська  | 2              | 0,1%     |
| німецька  | 1              | < 0,1%   |

Склад населення комуни за віросповіданням:
| Релігія       | Кількість осіб | Відсоток |
| ------------- | -------------- | -------- |
| православні   | 2083           | 98,5%    |
| п'ятдесятники | 19             | 0,9%     |
| бретрени      | 8              | 0,4%     |
| римо-католики | 2              | 0,1%     |
| адвентисти    | 2              | 0,1%     |
| реформати     | 1              | < 0,1%   |

## Зовнішні посилання
- Дані про комуну Уча на сайті Ghidul Primăriilor